# Praia de Mira

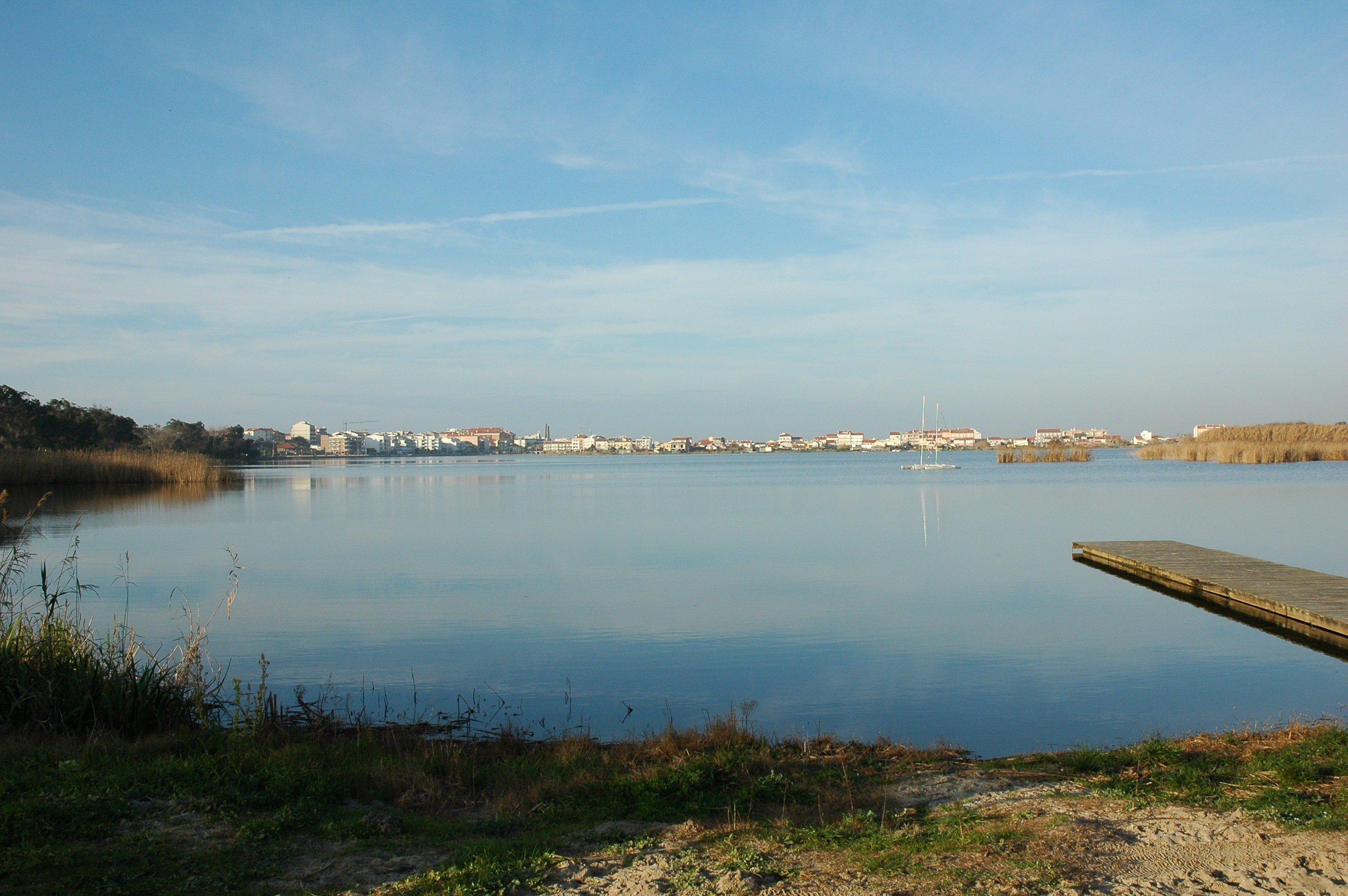

Praia de Mira est une subdivision de la municipalité de la ville de Mira au Portugal, située dans le district de Coimbra et la région Centre.